# Морозов, Игорь Владимирович
И́горь Влади́мирович Моро́зов (19 мая 1913, Луганск, Российская империя — 24 ноября 1970, Москва, СССР) — советский композитор и пианист. Лауреат Сталинской премии второй степени (1948).

## Биография
Родился в Луганске (ныне Украина / ЛНР). Окончил музыкальный техникум.
В 1936 году окончил МГК имени П. И. Чайковского (по классу композиции В. Я. Шебалина, по классу дирижирования Ю. Т. Тимофеева).
В 1932—1935 годах пианист-иллюстратор в московских кинотеатрах.
В 1937—1938 годах зав. музыкальной частью студии «Союзкинохроника».
В 1938—1939 годах капельмейстер духового оркестра ВВИА имени Н. Е. Жуковского.
В 1939—1940 годах зав. музыкальной частью Московского телецентра.

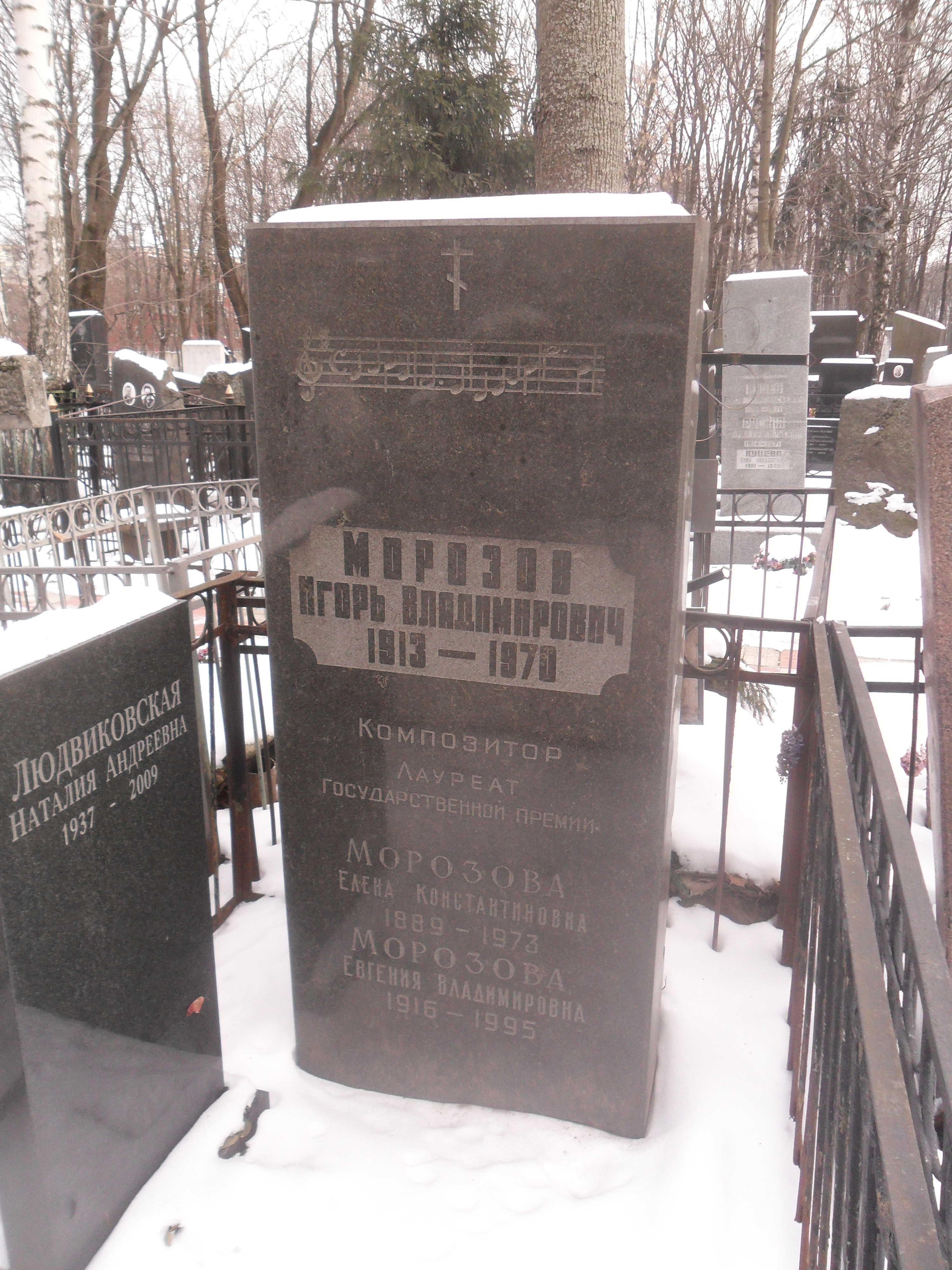
Могила И. В. Морозова
на Введенском кладбище

И. В. Морозов скончался в 1970 году в Москве. Похоронен на Введенском кладбище (участок № 29).

## Сочинения
- «Сонатина», «Фуга» (1933)
- «Струнный квартет» (1935)
- «Камерная симфония» (1936)
- «Сюита» (1939)
- «Пролог Октября» (1942)
- две симфонии (1944, 1959)
- балет «Доктор Айболит» (1947; первая постановка в Новосибирском театре оперы и балета)[2]
- «Прелюдия памяти С. Танеева» (1953)
- сюита «Тропой охотника» (1953)
- сюита «Богатырский сказ» (1957)
- «Русская сюита» (1959)
- былина «Ермак» (1962)
- «Доктор Айболит и его друзья» (1963)
- «Сказка о потерянном времени» (1963)
- «Анданте» (1966)
- опера «Золотой ключик» (постановка в 1972)
- «Медленный танец» [3]

## Фильмография
- 1942 — Сластёна (мультфильм)
- 1948 — Охотничье ружьё (мультфильм)
- 1954 — Опасные тропы
- 1955 — Тайна вечной ночи
- 1956 — Илья Муромец
- 1959 —  Сампо
- 1961 —  Алые паруса
- 1962 —  Как я был самостоятельным
- 1964 —  Сказка о потерянном времени
- 1973 —  Детство. Отрочество. Юность (телевизионный)

## Награды и премии
- Сталинская премия второй степени (1948) — за балет «Доктор Айболит», поставленный на сцене НГАТОБ (1947).